# Kaloula taprobanica
Kaloula taprobanica és una espècie de granota que viu a Sri Lanka.